# HAS green academy
De HAS green academy, voorheen bekend als HAS Hogeschool, is een Hogere Agrarische School. Het is een zelfstandige hogeschool met vestigingen in 's-Hertogenbosch en Venlo, die verschillende opleidingen aanbiedt in het teken van landbouw en voeding.

## Profiel
De onderwijsinstelling is een middelgrote hogeschool en telt 3400 studenten (waarvan 100 internationale studenten en op basis van Europese uitwisseling). Het aantal personeelsleden is ruim 500.
De school biedt 10 Croho geaccrediteerde bacheloropleidingen aan. Dit betreft bedrijfskunde en agribusiness, voedingsmiddelentechnologie, food innovation, milieukunde, management van de leefomgeving, tuinbouw en akkerbouw, dier- en veehouderij, geo media & design, tuinbouw en akkerbouw en toegepaste biologie. Twee hiervan zijn Engelstalig - international food & agribusiness en horticulture & business management (tuinbouw en akkerbouw).

## Opleidingen
De opleidingen zijn gericht op het verkrijgen van kennis en het leren toepassen van deze kennis in de praktijk. Het onderwijs is projectmatig en bevat diverse stages in binnen- en buitenland. Naast de gangbare faciliteiten zijn er ook onderzoeks- en onderwijsmogelijkheden op gebied van voedingsmiddelentechnologie, food, milieutechnologie, cad/cam faciliteiten, een studiepaleis, een kas, een schooltuin en een techniekhal.
Er is tevens een commerciële afdeling die alle zakelijke, marktgerichte activiteiten op het gebied van kennisoverdracht naar het bedrijfsleven uitvoert: opleidingen, trainingen, advies en onderzoek. Ook worden acquisitie en coördinatie en de begeleiding van bedrijfsopdrachten als afstudeerproject geregeld.

## Geschiedenis
De Katholieke Nederlandse Boeren- en Tuindersbond in Roermond richtte in 1947 de Landbouwschool op. Daar kwam in 1948 in Den Bosch de Zuivelschool bij. Gedurende de wederopbouw na de Tweede Wereldoorlog moest de honger uit Nederland verdreven worden. Hiertoe moesten jongeren opgeleid worden en volgde voor dat doel in 1962 de Tuinbouwschool. Uit de fusie van deze scholen ontstond de Hogere Agrarische School (HAS). Vanaf 1968 werden ze in Den Bosch fysiek bijeengebracht, waardoor de HAS 's-Hertogenbosch ontstond.
In de jaren 1960 werd door schaalvergroting in de agrarische sector de druk op het milieu steeds groter en ontstond het overbemestingsproblematiek in Nederland. In 1984 werd de Mestwet van Braks ingevoerd, wat een grote impact op de HAS had: de opleiding ging structureel samenwerken met de sector opdat de opleidingen beter aansloten aan de praktijk.  
In de periode van 1995 tot 2003 waren in de sector meerdere grote crises gaande die een impact op de opleiding hadden, zoals de strengere wet- en regelgeving voor boeren in 1995 en de uitbraak van ziekten als de gekkekoeienziekte in 1997, mond- en klauwzeer in 2001 en de vogelgriep in 2003.
In 2008 begon de HAS Nederlands eerste niet-wetenschappelijke onderzoeksopleiding: Toegepaste Biologie. Door de economische crisis van 2008-2015 en het hip worden van voeding en biologie onder de jongeren trok de HAS steeds meer studenten.
De overheid meende dat een vestiging in Noord-Limburg nodig was en in 2013 werd in Venlo de nieuwe vestiging geopend. De naam van de overkoepelende organisatie veranderde toen naar HAS Hogeschool.
Klimaatvraagstukken zoals wereldvoedselvoorziening kwamen steeds nadrukkelijker op de maatschappelijke agenda en de HAS ging zich daarom meer richten op kennisontwikkeling. Ter bekrachtiging van deze strategische lijn werd in september 2022 de naam van de opleiding veranderd naar HAS green academy.